# Boord (buurtschap)
Boord is een buurtschap  ten westen van Nuenen in de gemeente Nuenen, Gerwen en Nederwetten, in de Nederlandse provincie Noord-Brabant. Ook werd er het gebied mee aangeduid tussen Nuenen en Soeterbeek.
Oorspronkelijk bestond de buurtschap uit enkele boerderijen die in een driehoek nabij de Voirt, die tegenwoordig direct aan de westelijke rand van de bebouwing van Nuenen gelegen is. Deze buurtschap is ontstaan in de 12e en 13e eeuw, toen de eerste grootschalige ontginningen plaatsvonden.
In de 15e eeuw was er sprake van de herdgang van Boord en Opwetten, waar genoemde buurtschap uiteraard toe behoorde. Pas in 1821, toen de huidige gemeente Nuenen, Gerwen en Nederwetten tot stand kwam, werd de herdgang formeel tot Nuenen gerekend.
Tegenwoordig herinneren de straatnamen Boordseweg en Boord nog aan deze buurtschap. Ook een aantal boerderijen zijn nog aanwezig op de Boord op plaatsen waar ook vroeger al hoeven stonden.
Een kruisbeeld van de hand van Hugo Brouwer is in 1958 geplaatst op een kruispunt waar ook in de 16e eeuw al een dergelijk beeld gestaan moet hebben. Dit kruisbeeld wordt door de buurtbewoners onderhouden.
De aanleg van de vierbaans Europalaan en de doorgang van enkele hoogspanningsleidingen ten spijt is de oorspronkelijke structuur van het gebied nog goed te herkennen.
Dorpen: Eeneind · Gerwen · Nederwetten · Nuenen

Buurtschappen: Alvershool · Boord · Heerendonk · Hooidonk (deels) · Hool · Langlaar · Laar · Nieuwe Dijk · Olen (deels) · Opwetten · Rullen · Spekt · Stad van Gerwen (deels) · Vaarle

Noord-Brabant: Steden en dorpen      Nederland: Provincies · Gemeenten